# A3チャンピオンズカップ2007
A3チャンピオンズカップ2007（英: A3 Champions Cup 2007）は2007年6月7日から6月13日にかけて、中国の山東省体育中心体育場（山東スポーツセンタースタジアム）で行われた第5回目のA3チャンピオンズカップである。上海申花が優勝した。

## 出場クラブ
| 出場クラブ   | 出場資格                       | 出場回数 |
| ------------ | ------------------------------ | -------- |
| 山東魯能     | 2006年中国スーパーリーグ優勝   | 初出場   |
| 上海申花     | 2006年中国スーパーリーグ準優勝 | 2回目    |
| 浦和レッズ   | 2006年Jリーグ優勝              | 初出場   |
| 城南一和天馬 | 2006年Kリーグ優勝              | 3回目    |

## 開催方式
2007年のA3チャンピオンズカップの開催方式は以下の通りである。
- 出場クラブは2006年度のJリーグ、Kリーグ、中国スーパーリーグ（CSL）の各リーグ優勝クラブ、および開催国枠としてCSL準優勝クラブの4クラブである。
- 山東省体育中心体育場を会場とし、4クラブによる総当りリーグ戦を行う。
- 勝ち点の多いクラブを上位とし、順位を決定する。勝ち点が同じチームが出た場合の順位の付け方は以下の通りである。

1. 得失点差
2. 総得点数
3. 該当チーム間の対戦成績

上記でも順位が決定しない場合は同一順位とする。

## 結果
2007年6月7日・10日・13日に2試合ずつ行われた。
| 順 | チーム       | 試 | 勝 | 分 | 敗 | 得 | 失 | 差 | 点 |
| -- | ------------ | -- | -- | -- | -- | -- | -- | -- | -- |
| 1  | 上海申花     | 3  | 2  | 0  | 1  | 7  | 3  | +4 | 6  |
| 2  | 山東魯能     | 3  | 2  | 0  | 1  | 7  | 6  | +1 | 6  |
| 3  | 浦和レッズ   | 3  | 1  | 0  | 2  | 5  | 7  | −2 | 3  |
| 4  | 城南一和天馬 | 3  | 1  | 0  | 2  | 2  | 5  | −3 | 3  |

| 2007年6月7日 18:00 |

| 上海申花                                  | 3 - 0 | 城南一和天馬 |
| リカルド 12分 · 李鋼 61分 · アロンソ 75分 |       |              |

| 山東省体育中心体育場（済南） 観客数: 20,000人 |

| 2007年6月7日 20:30 |

| 浦和レッズ                            | 3 - 4 | 山東魯能                                                  |
| 長谷部誠 16分 · ワシントン 89分, 90分 |       | 鄭智 34分 · 舒暢 58分 · ジヴコヴィッチ 73分 · 周海浜 84分 |

| 山東省体育中心体育場（済南） 観客数: 31,000人 |

| 2007年6月10日 16:00 |

| 浦和レッズ      | 1 - 0 | 城南一和天馬 |
| ワシントン 39分 |       |              |

| 山東省体育中心体育場（済南） 観客数: 15,000人 |

| 2007年6月10日 18:30 |

| 山東魯能                             | 2 - 1 | 上海申花           |
| ジヴコヴィッチ 11分 (PK) · 鄭智 35分 |       | アロンソ 82分 (PK) |

| 山東省体育中心体育場（済南） 観客数: 15,000人 |

| 2007年6月13日 18:00 |

| 浦和レッズ              | 1 - 3 | 上海申花                              |
| 田中マルクス闘莉王 58分 |       | リカルド 10分 · 常琳 30分 · 李鋼 39分 |

| 山東省体育中心体育場（済南） 観客数: 31,000人 |

| 2007年6月13日 20:30 |

| 山東魯能    | 1 - 2 | 城南一和天馬              |
| 王曉龍 80分 |       | 金相植 33分 · 崔成国 41分 |

| 山東省体育中心体育場（済南） 観客数: 36,000人 |

## 優勝クラブ
| A3チャンピオンズカップ2007優勝 |
| ------------------------------ |
| 中華人民共和国の旗             |
| 上海申花 初優勝                |

## 表彰
| 表彰名     | 選手名     | 所属クラブ | 備考  |
| ---------- | ---------- | ---------- | ----- |
| 大会MVP    | 李鋼       | 上海申花   | 優勝  |
| 大会得点王 | ワシントン | 浦和レッズ | 3得点 |